# Bertem
Bertem est une commune néerlandophone de Belgique située en Région flamande dans la province du Brabant flamand.
Le nom se réfère Bertem aux marais de la Voer ou au nom propre Beert. Bertem apparaît comme propriété de l'abbaye de Corbie en France. Le village compte encore beaucoup d'éleveurs de bétail.
Bertem est connu de nos jours surtout comme territoire de transit de la E40 [pas clair].
Bertem a une belle église romane du XIe siècle, l'Église Saint-Pierre.

## Sections de commune
| # | Nom           | Superf. (km²). | Habitants (2020). | Habitants par km² | Code INS |
| - | ------------- | -------------- | ----------------- | ----------------- | -------- |
| 1 | Bertem        | 10,76          | 4.779             | 444               | 24009A   |
| 2 | Korbeek-Dijle | 4,15           | 808               | 194               | 24009B   |
| 3 | Leefdaal      | 15,08          | 4.553             | 302               | 24009C   |

## Héraldique
|  | La commune possède des armoiries qui lui ont été octroyées le 30 octobre 1846 et les armoiries actuelles le 5 octobre 1988. Les anciennes armoiries sont basées sur les sceaux du village, connus depuis 1416 et 1422, qui montrent tous deux une croix de Saint-André rouge. Ce sont les armoiries des seigneurs de Heverlee qui ont dirigé le village de 1139 à 1446. Dans les nouvelles armoiries, les armoiries précédentes sont divisées en quartiers avec la feuille de Leefdaal au quatrième quartier et les nouveaux symboles de Korbeek-Dijle aux deuxième et troisième quartiers. Ces quartiers sont basés sur les armoiries du sceau de Korbeek-Dijle datant de 1740 et illustrant les armoiries des familles Jacobs et Crabeels, les derniers seigneurs de Korbeek-Dijle au XVIIIe siècle. Blasonnement : Écartelé, au 1 d'or au sautoir de gueules, au 2 d'azur au chevron d'or accompagné de trois poires du même, au 3 d'azur à trois coquilles d'or, au 4 d'or à une quintefeuille de gueules boutonnée d'azur. - Délibération communale : 17 mai 1988 - Arrêté de l'exécutif de la communauté : 5 octobre 1988 - Moniteur belge : 8 novembre 1989 Source du blasonnement : Heraldy of the World. |

## Démographie

### Démographie: Avant la fusion des communes
- Source: DGS recensements population

### Démographie: Commune fusionnée
Graphe de l'évolution de la population de la commune (la commune de Bertem étant née de la fusion des anciennes communes de Bertem, de Korbeek-Dijle et de Leefdaal, les données ci-après intègrent les trois communes dans les données avant 1977).
Les chiffres des années 1831 à 1970 tiennent compte des chiffres des anciennes communes fusionnées.
- Source: DGS , de 1831 à 1981=recensements population; à partir de 1990 = nombre d'habitants chaque 1 janvier[3]